# Tortue d'Hermann
Testudo hermanni · Tortue des Maures
Espèce
Synonymes
- Chersine hermanni (Gmelin, 1789)
- Eurotestudo hermanni (Gmelin, 1789)
- Testudo graeca bettai Lataste, 1881
- Testudo graeca boettgeri Mojsisovics, 1889
- Chersine boettgeri (Mojsisovics, 1889)
- Eurotestudo boettgeri (Mojsisovics, 1889)
- Testudo graeca hercegovinensis Werner, 1899
- Testudo enriquesi Parenzan, 1932
- Testudo hermanni robertmertensi Wermuth, 1952

Statut de conservation UICN

VUA2acde+4acde : Vulnérable
Statut CITES
La Tortue d'Hermann (Testudo hermanni) est une espèce de tortues de la famille des tortues terrestres.
En France, elle est également appelée Tortue des Maures.
Cette espèce est nommée en l'honneur du naturaliste et médecin Jean Hermann (1738-1800).

## Distribution et sous-espèces

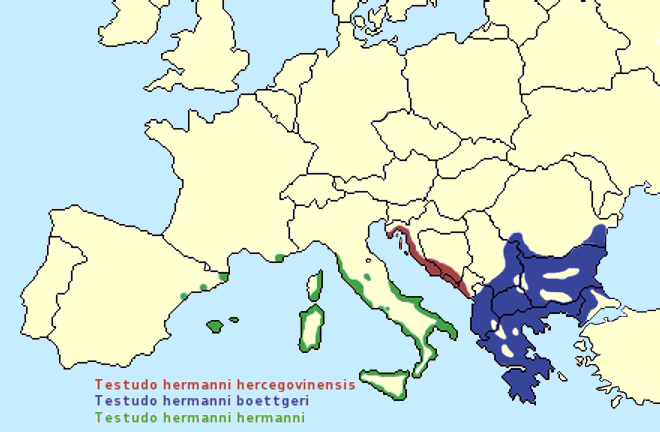
Distribution de T. h. hermanni (vert), T. h. boettgeri (bleu), T. h. hercegovinensis (rouge) cette dernière non reconnue par TFTSG.

Selon l'Union internationale pour la conservation de la nature (Groupe TFTSG (27 juin 2011)) :
- Testudo hermanni hermanni Gmelin, 1789, du pourtour de la mer Méditerranée, en Espagne, en France dans le Piémont cévenol, la garrigue, le massif des Maures et la Corse[1] enfin en Italie dont la Sardaigne.

La sous-espèce occidentale, la plus petite, mesure de 18 à 20 cm à la taille adulte (le mâle étant légèrement plus petit que la femelle). La couleur jaune prédomine sur la carapace, en contraste avec les taches sombres qui s'y trouvent. La queue est plus longue chez le mâle. Elle se distingue des autres tortues par les bandes de couleur noire continues sous le plastron. C'est la sous-espèce la plus menacée, et elle est d'ailleurs classée comme « en danger » par l'UICN.
- Testudo hermanni boettgeri Mojsisovics, 1889 Albanie, Bosnie-Herzégovine, Bulgarie, Croatie, Grèce, Macédoine du Nord, Monténégro, Roumanie, Serbie, Thrace en Turquie.

La sous-espèce orientale, plus grande que la sous-espèce occidentale (sa taille peut atteindre 28 cm, et son poids 3 à 4 kg). Les bandes sous le plastron sont plus clairsemées. Sa tête va de la couleur marron à noir, avec de fines écailles ainsi que sur les pattes avant munies de 5 griffes.
La population de la côte dalmate de T. h. boettgeri est parfois considérée comme une troisième sous-espèce T. h. hercegovinensis.

## Âge et espérance de vie
L'âge de la tortue d'Herman peut être évalué au moyen de deux indicateurs : les marques de croissance squelettique (des os d'une part, et des écailles d'autre part). Les études histologiques de coupes transverses d'os longs montrent une croissance osseuse appositionnelle à périodicité annuelle, mais le phénomène naturel de résorption osseuse endostéale fait généralement disparaitre les premières marques de croissance. Le nombre de marques disparues peut être évalué pour obtenir l'âge exact de l'animal. Les anneaux de croissance des écailles cornées sont également des marques annuelles, mais ne permettent d'évaluer l'âge que jusqu'à la maturité sexuelle, alors que les marques osseuses valent au moins jusqu'à la 20e année. Ces deux types de marques montrent que la maturité sexuelle se produit à la 12e ou 13e année chez la tortue d'Hermann.
L'espérance de vie des tortues dans la nature avoisinerait les quarante ans.
En captivité elle pourrait atteindre cent ans, plus souvent soixante à quatre vingts ans.
Cette longévité s'explique par un métabolisme adaptable aux conditions extérieures et par le fait que si elles survivent aux six ou sept premières années de leur vie, elles sont ensuite mieux protégées des prédateurs par leur carapace. Celle-ci est néanmoins insuffisante face aux effets destructeurs des activités humaines…

## Prédateurs
De 2009 à 2010, dans le parc naturel de la Serra de Montsant en Catalogne, le CRARC (Centre de Sauvegarde des Amphibiens et Reptiles de Catalogne) a mené une étude sur les prédateurs de la tortue d’Hermann. L’étude a identifié cinq espèces d’animaux sauvages : la fouine, le blaireau, le renard, le sanglier et la genette. Il a été confirmé dans cette étude qu'une part importante de la mortalité touchait les jeunes spécimens, et était aussi due au fait que la tortue femelle urine quelquefois pour ramollir la terre avant de creuser le nid où elle pondra ses œufs. L'odorat développé des prédateurs leur permet ainsi de déceler ces traces d’urine.

En France, les aires de ponte sont de plus en plus retournées par l'activité des sangliers, dont la population augmente sensiblement.
Les autres prédateurs les plus connus sont : les rats, les corvidés et les chiens (qui les considèrent comme des os à ronger et provoquent des blessures ou un stress mortel).

## Comportement
Thermorégulation, : comme toutes les tortues cette espèce à sang froid (ectothermes) doit adapter son métabolisme à la température ambiante afin d'avoir une activité optimale. En période froide, elles cherchent à se protéger du froid. S'il fait trop chaud, elles doivent impérativement se mettre à l'ombre. Ce comportement varie donc selon l'heure de la journée, et selon la saison. On observe aussi des variations saisonnières hormonales (sérotonine et mélatonine), et de composition du sang chez cette espèce. Dans la nature, elles peuvent parcourir de longues distances pour aller boire régulièrement (toutes les 2 semaines environ en période chaude). Le comportement de thermorégulation de cette espèce diffère de celui de Testudo marginata.
Tôt le matin, elles quittent leur gîte de nuit (dont elles changent chaque jour) dès qu'elles sont réchauffées et partent en quête de nourriture, des feuilles, des fleurs, des fruits, parfois des escargots et des vers. À midi, le soleil étant haut, elles se mettent au frais dans des buissons et ressortent en fin de journée. Dotées d'un excellent sens de l'orientation, elles se repèrent parfaitement dans l'espace grâce au champ magnétique terrestre et au soleil, et sans doute grâce à une très bonne olfaction et à la mémoire de leur environnement. En fin de journée, elles quittent leur gîte pour se nourrir à nouveau.
Les tortues sont attachées à leur lieu de vie (philopatrie), c'est pourquoi elles essaieront sans cesse d'y retourner si on les en déplace (ramassage). Certaines de celles qui ont survécu aux feux de 2003 ont été observées retournant sur leur lieu de vie ou continuant à le fréquenter malgré sa dévastation (lors du feu elles étaient en bord de rivière, ou dans des zones épargnées de feu).

## Hibernation
En espace naturel méditerranéen, les tortues d'Hermann creusent leur abri d'hivernation au pied d'un buisson, et en changent d'année en année, même s'il semblerait qu'elles hibernent quand même dans la même zone de leur domaine vital. Elles hivernent de mi-octobre à mi-mars. À ce moment, le rythme cardiaque et la respiration s'abaissent notablement. Elles ne dorment pas à proprement parler, il s'agit plutôt d'une sorte de léthargie. Les tortues en captivité doivent également hiverner, besoin vital pour elles. Dans ce cas la tortue d'Hermann est placée dans une caisse d'hibernation remplie de paille et de feuilles mortes. Cette caisse est installée dans un lieu frais et légèrement humide, telle qu'une cave dont la température est située entre 5 et 10°C.

## Reproduction

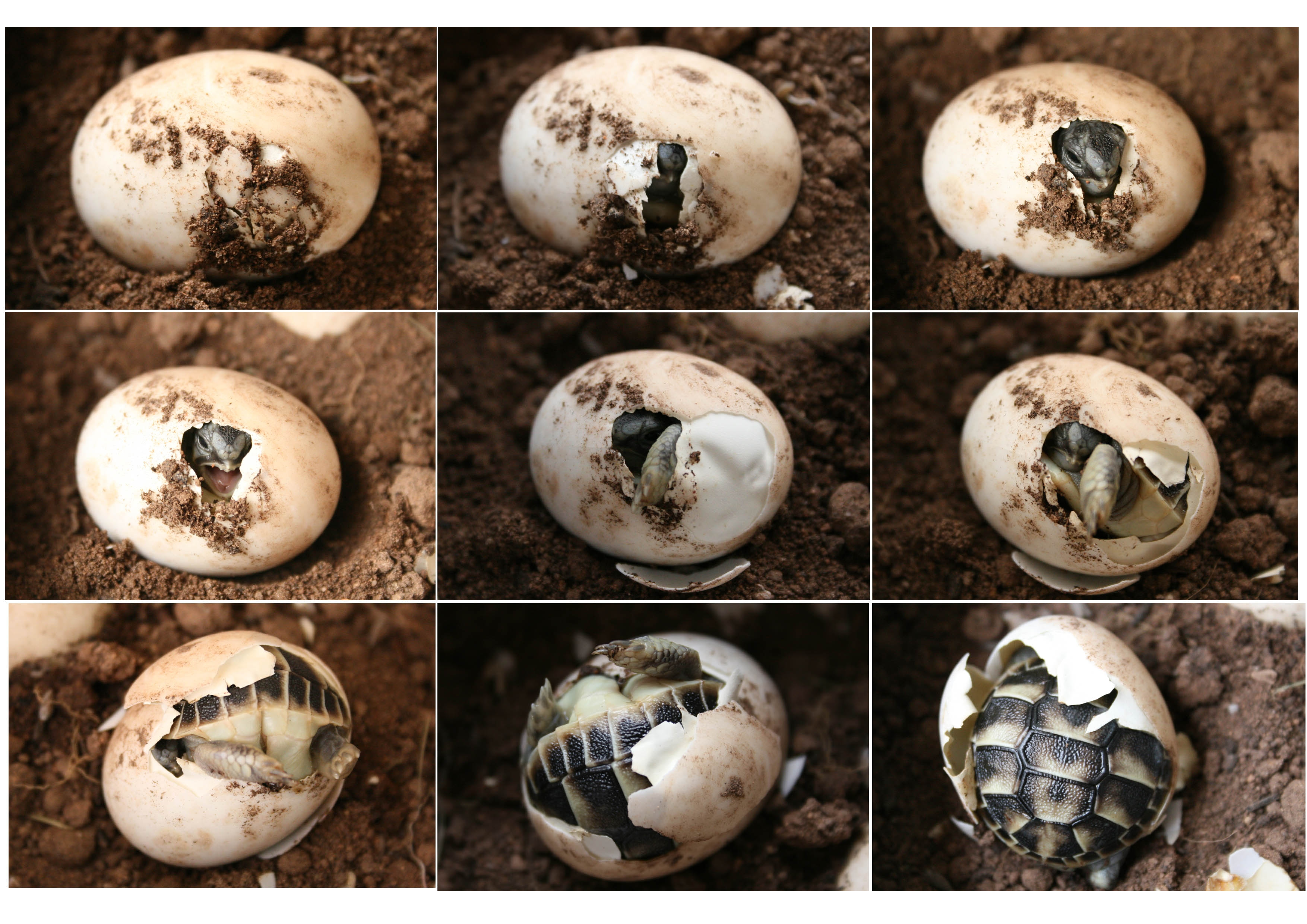
Une éclosion en neuf étapes

Mâles et femelles vivent en solitaires et ne se rencontrent que pour l'accouplement. La parade nuptiale comprend des morsures et des chocs de carapace qui, s'ils ne posent pas de problème dans la nature (la femelle peut fuir), peuvent causer de graves blessures à la femelle en captivité. C'est grâce à cette parade complexe que, comme chez bien d'autres animaux, la femelle peut évaluer les qualités du mâle et peut refuser l'accouplement s'il ne lui convient pas.
La femelle peut s'accoupler avec plusieurs mâles durant une même saison, et elle gardera le sperme intact durant 4-5 ans dans des replis de son appareil reproducteur. Ainsi, même si elle ne s'accouple pas, elle garde le pouvoir de pondre des œufs fécondés même si les mâles sont absents ou se font rares, ce qui peut présenter un avantage, notamment après les incendies.
La reproduction ne fixe pas le sexe des embryons. Celui-ci dépend de la température d'incubation. La température moyenne générant autant de mâles que de femelles est de 31,5 °C. La femelle creuse un trou avec ses pattes de derrière, puis pond des œufs de 35 mm de diamètre et de 16 g de masse. Il y a en moyenne 1 à 5 œufs, mais, si la femelle est âgée, elle pourra pondre deux à trois fois dans l'année. La proportion des pontes arrivant à la naissance est relativement basse, car la prédation des œufs par divers animaux est élevée (fouine, sanglier, blaireau). La maturation des œufs dure environ 60 à 75 jours, les petits émergeant généralement après les premières pluies d'automne, majoritairement dans la première quinzaine de septembre.

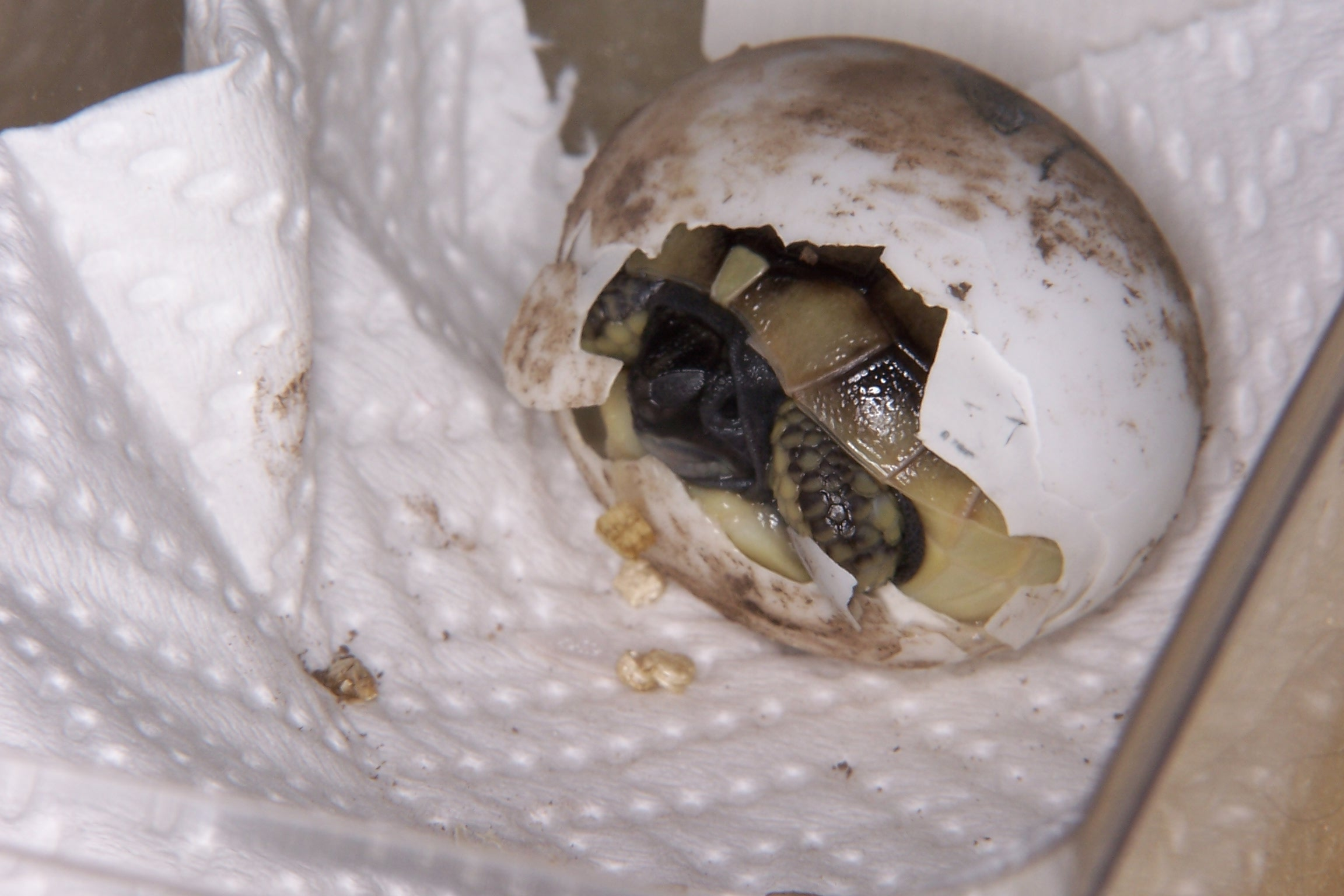
12:02
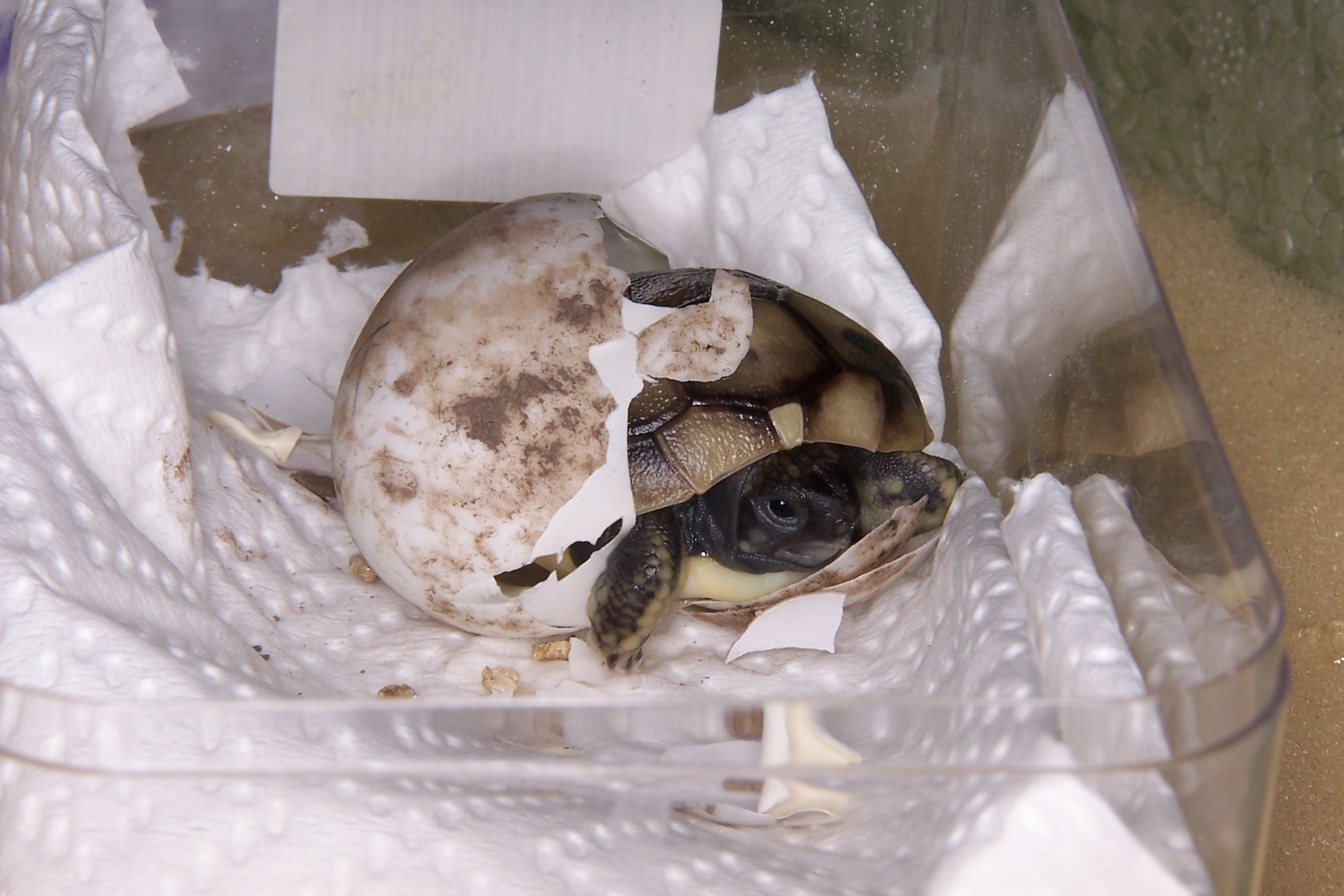
12:32
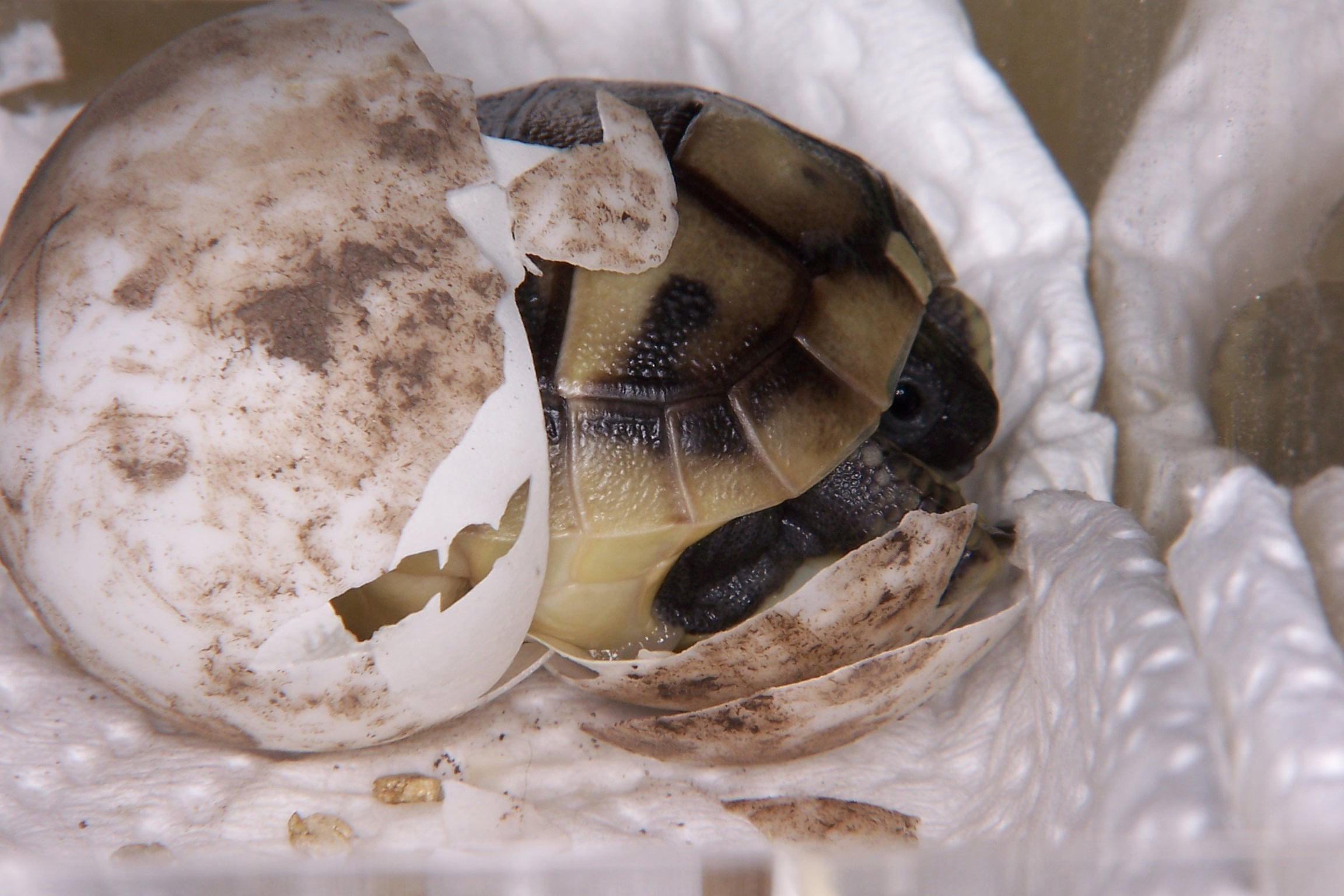
12:42
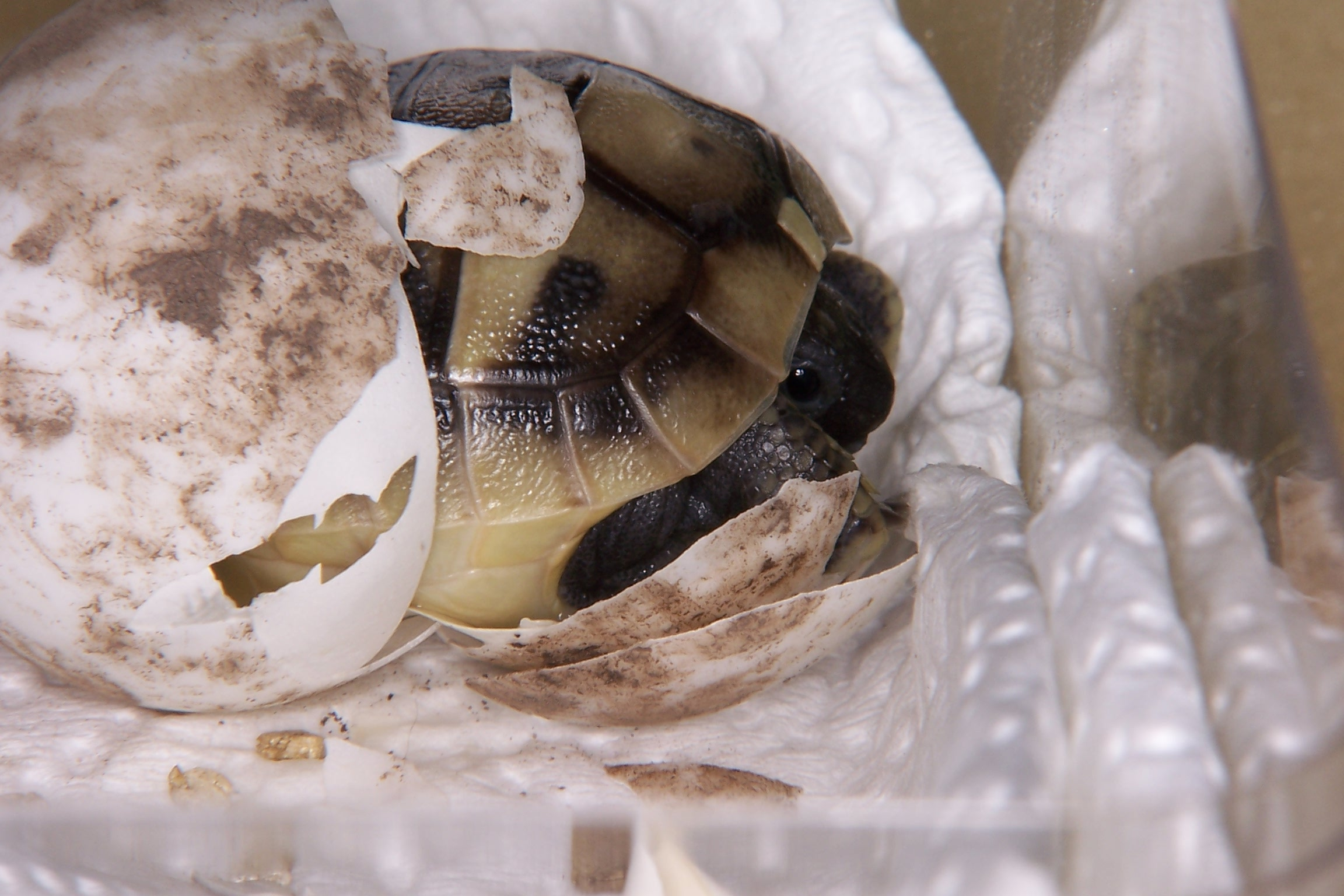
12:46
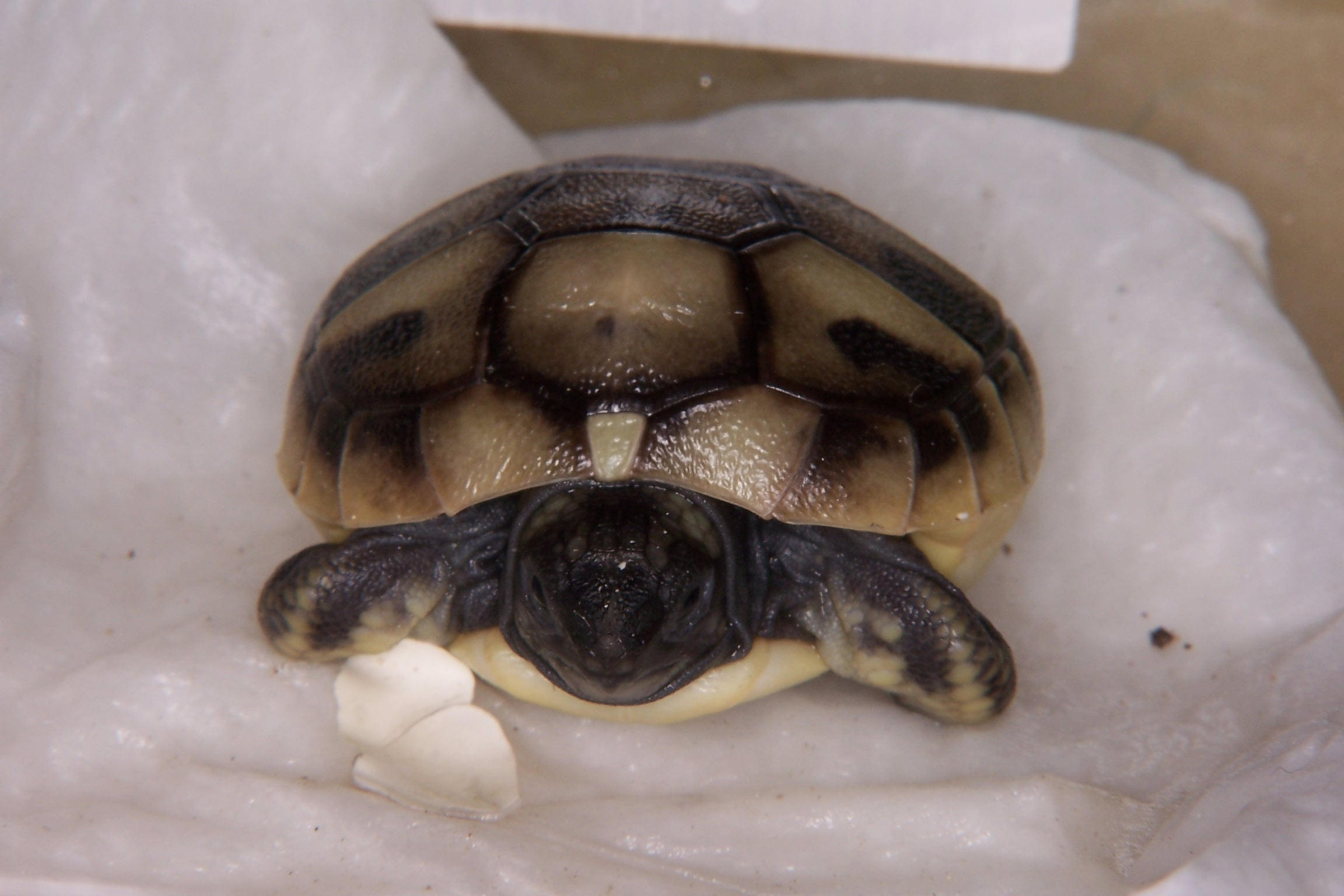
14:47

## En France
La Tortue d'Hermann est la seule tortue terrestre de France. Elle est présente principalement dans trois régions :
1. le Var, principalement dans la plaine et le massif des Maures, et dans le massif de l'Esterel. Le noyau d'habitat le plus important se trouve dans la réserve naturelle nationale de la plaine des Maures.
2. La Corse.
3. La garrigue Gard et Hérault et les Cévennes méridionales.

Cette tortue est considérée comme étant en voie d'extinction en France et fait l'objet d'un Plan de restauration national. Un premier plan de restauration de la Tortue d'Hermann avait été rédigé par le CEEP (Conservatoire Études des Écosystèmes de Provence) et la SOPTOM-Village des Tortues de Carnoules pour être mis en œuvre en 1994. Il n'a pas été jugé prioritaire durant 9 ans au ministère de l'Environnement puis, avec le soutien de la Fondation Nicolas-Hulot, a été remis en écriture en 2004, avec un financement de 80 000 euros de la DIREN en 2004, il a finalement été publié en décembre 2007, puis amendé et validé par le Conseil national de la protection de la nature (CNPN). Il doit maintenant[Quand ?] être mis en œuvre sous l'autorité de la DREAL PACA et du ministère chargé de l’Environnement.

### Menaces
Les menaces à l'origine de la disparition de l'espèce portent à la fois sur son habitat et sur les individus qui composent les quelques populations sauvages relictuelles.
Dans le premier cas, l'extension de l'urbanisation et des surfaces viticoles cause la disparition et/ou la fragmentation écologique des espaces naturels. Les tortues peuvent encore traverser les vignes ou se réfugier dans les haies, même si ces dernières ne sont pas des milieux de vie sûrs. Vient ensuite la dégradation de la qualité de ces habitats, par exemple par le débroussaillement anti-incendie qui tue ou blesse parfois les tortues, et ôte broussailles et buissons où elles vivent et ne laisse qu'une végétation rase qu'elles évitent. Les feux ne causent de dommages aux habitats que s'ils sont trop fréquents et finissent alors par épuiser les sols sur lesquels plus grand chose ne poussera.
À l'opposé, la disparition des traditions agricoles douces (pastoralisme, vergers et oliveraies entretenues à la main, vendanges manuelles...) peuvent entraîner dans les massifs une fermeture des milieux qui favorise la prédation sur les œufs alors tous concentrés dans les quelques endroits ensoleillés restants.
Les menaces directes sont les écrasements par les engins de débroussaillage, les tracteurs et les voitures, la prédation par les chiens domestiques et le ramassage par les particuliers. S'y ajoutent les risques sanitaires et génétiques liés au lâcher ou à l'évasion de tortues captives (souvent exotiques ou hybridées), voire consanguines.
Autrefois, les tortues d'Hermann (ainsi que les cistudes) étaient consommées dans les monastères le vendredi, car elles n’étaient pas considérées comme de la viande mais assimilées à des poissons.
Cette tortue a pour principaux ennemis :
- la dégradation et la disparition de son habitat ;
- l'extension des cultures agricoles (surtout vignes) et l'urbanisation à outrance ;
- les véhicules motorisés ou pas (routes nationales et départementales, chemins forestiers) ;
- les feux de forêts annuels dans le massif des Maures, Esterel,… ;
- les rotobroyeurs utilisés préventivement contre les incendies par les propriétaires de terrain ou certaines municipalités, mais souvent sans aucun respect pour la faune présente ;
- les chiens errants et les chiens domestiques ;
- le trafic et le prélèvement d'individus par les touristes et par les habitants ;
- le relâcher d'individus par des acheteurs dépassionnés et par les habitants ;
- l'élevage mal géré ou mal encadré ;
- la malfaisance humaine ;
- la méconnaissance des besoins d'une tortue.

### Sauvegarde

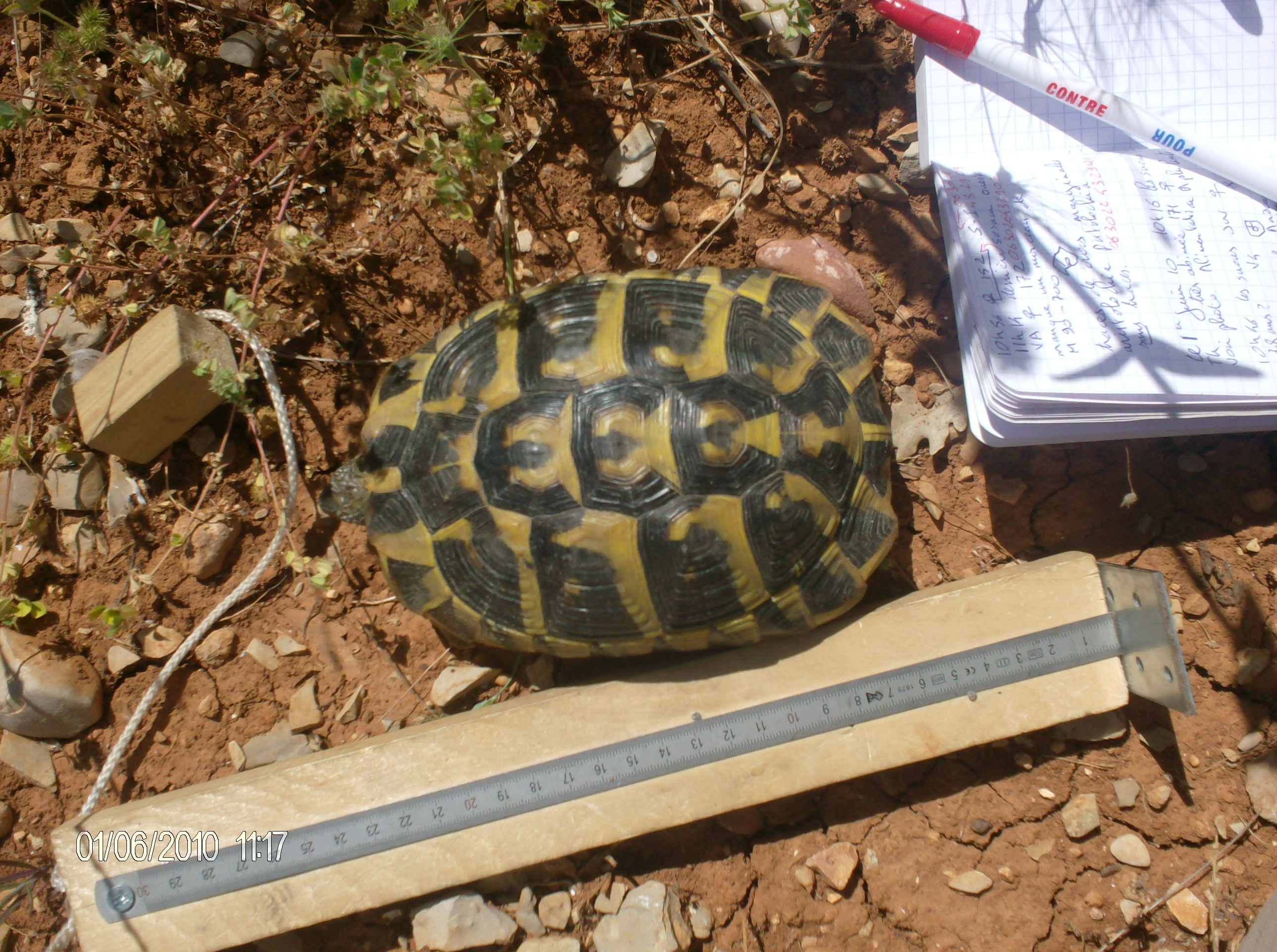
Tortue d'Hermann faisant l'objet d'un sauvetage sur un site en chantier (Les Arcs-sur-Argens, printemps 2010).

Les moyens pour sauver l'espèce reposent sur la sauvegarde de son habitat (mise en réserve, protection légale, acquisitions foncières) et la sensibilisation du public afin de lutter contre les ramassages, le trafic et les lâchers non contrôlés.
La réserve naturelle nationale de la plaine des Maures, territoire protégé du nord du massif des Maures, est née en 2009 en grande partie dans le but de protéger la population de tortues d'Hermann qui y vit.
L'association SOPTOM (Station d'observation et de protection des tortues et de leurs milieux), et le centre qui lui est associé, le Village des Tortues à Carnoules (situé dans le département du Var), pratiquent dans la mesure de leurs moyens des actions de protection, ainsi que le CEEP (Conservatoire Études des écosystèmes de Provence) qui a pour mission l'acquisition de terrains à haute biodiversité.
La SNPN et le Collectif de la Plaine des Maures œuvrent aussi pour éviter que certains importants projets d'urbanisation aient un impact grave sur les tortues et la biodiversité en général (on peut citer par exemple les LGV, les décharges (cf. extension de la décharge de Balançan sur 30 hectares) ou les golfs).
La FFEPT, regroupant les associations francophone d'éleveurs de tortues, veut œuvrer pour la protection des tortues à travers la captivité, notamment par l'information et la sensibilisation du grand public, et le regroupement des éleveurs passionnés. Ses actions se veulent complémentaires de celles des autres associations.
Les enjeux théoriques à moyen terme sont de mieux comprendre les besoins des tortues en milieu naturel, notamment leur biologie et leur comportement, afin de favoriser l'extension des populations existantes et de recréer des populations dans des zones protégées.
En 2006 en raison des incendies annuels et du morcellement des sols permanent, le nombre de Testudo hermanni françaises en milieu sauvage serait inférieur au nombre de Testudo hermanni en élevages associatifs ou encadrés.[réf. nécessaire] Selon le Centre de Recherche et de Conservation des Cheloniens au Village des Tortues de Pignans (CRCC), une tortue de captivité perdrait la capacité à utiliser les ressources de l'espace naturel et la capacité à vivre sur un espace d'environ 1 à 2 ha.[réf. nécessaire]
Quoi qu'il en soit, aucun programme gouvernemental ou associatif n'a été en mesure, jusqu'à présent, d'enrayer le déclin de la population française de tortues d'Hermann, d'après la dernière étude scientifique connue à ce jour.
En France, la souche de T. hermanni hermanni des Albères est déclarée éteinte en 1986 à la suite d'un incendie. Toutefois, quelques individus ont pu subsister du côté espagnol et une tortue d'une quarantaine d'années a été revue côté français en 2024.

### Statut de protection
Elle figure dans l'Annexe 2 de la Convention de Washington, dans l'Annexe A de la Réglementation Européenne et dans l'Annexe I des deux Arrêtés Ministériels du 10 août 2004. La détention en France est soumise à conditions aux termes de ces Arrêtés du 10 août 2004.

### Commerce
Son commerce est totalement interdit en France à partir d'un arrêté de 1985 portant sur la protection de la faune sauvage française. À la suite d'une décision de la Commission européenne, le ministère de l'Écologie publie, en 2006, une modification de l'interdiction totale de vente, qui accorde de nouveau l'autorisation de la vente des individus issus de parents nés en captivité. Cette autorisation permet aux éleveurs de vendre le fruit de leur élevage en toute légalité.
Les arguments de la Commission européenne sont :
- contradiction avec un des principes fondateurs européens : la libre circulation des biens ;
- incitation à un marché noir ;
- incitation au braconnage en France par manque d'intérêt de l'activité d'élevage.

Les individus sauvages ou d'origine indéterminée demeurent interdits à la vente.

## Taxinomie
Son appartenance générique à Testudo n'est pas universellement reconnue ; elle peut être placée dans le genre Chersine voire Eurotestudo.
En juin 2007 le statut taxonomique de la tortue d'Hermann a été remis en question par la communauté scientifique. La nomenclature scientifique continue à évoluer, comme elle l'a déjà fait par le passé.
Certains auteurs considèrent aujourd'hui Testudo hermanni boettgeri taxonomiquement comme une espèce à part entière, distincte de Testudo hermanni.
Dans cette optique l'appellation devrait être :
- Testudo hermanni, Chersine hermanni ou encore Eurotestudo hermanni
- Testudo boettgeri, Chersine boettgeri ou encore Eurotestudo boettgeri

La majorité des auteurs n'ont cependant pas adopté cette approche, dans la mesure où les deux taxons se croisent sans problème[réf. nécessaire].
L'UICN cite uniquement Testudo. Pour l'ITIS (Système d'information taxonomique intégré), le genre Testudo ne compte que cinq taxons (Testudo graeca, Testudo hermanni, Testudo horsfieldii, Testudo kleinmanni et Testudo marginata.

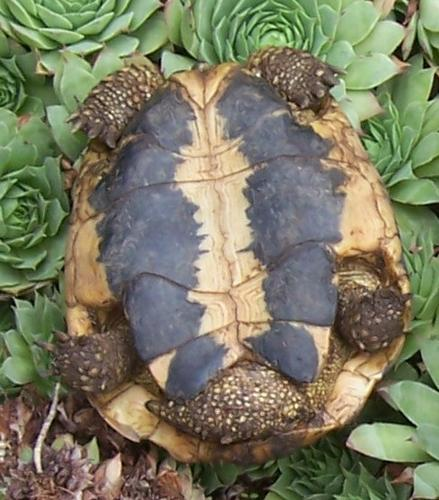
Mâle de T. hermanni
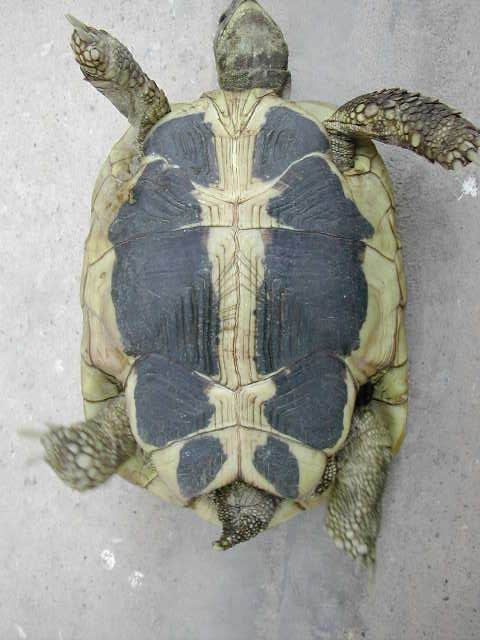
Femelle de T. hermanni
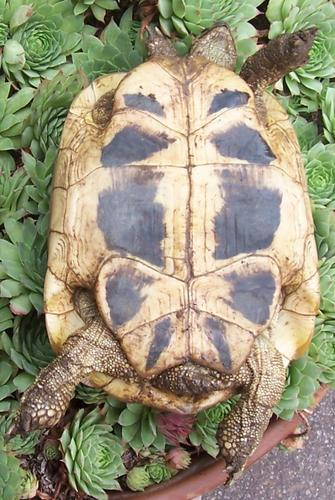
Femelle de T. boettgeri
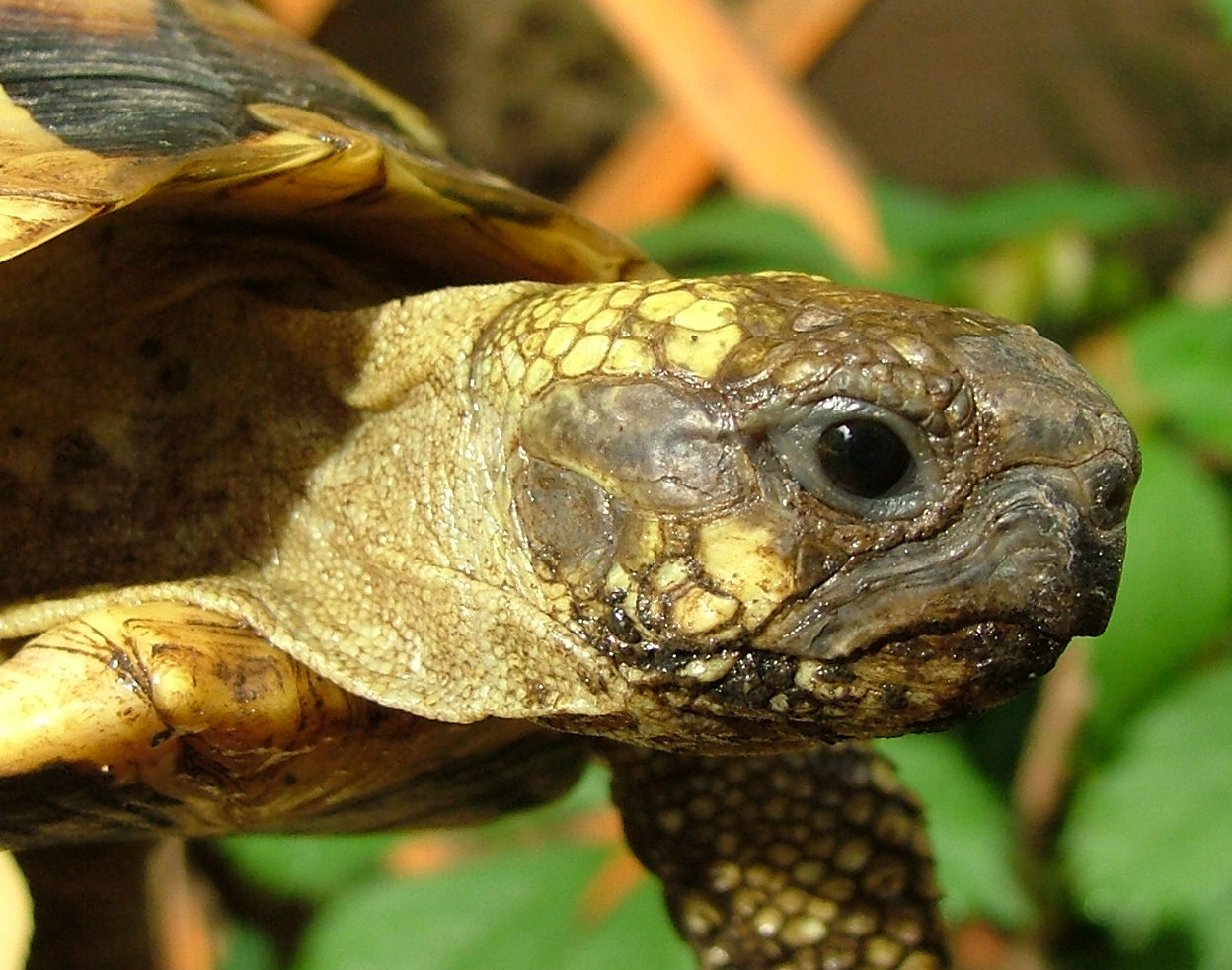
f. laziale var. robertmertensi de Rome
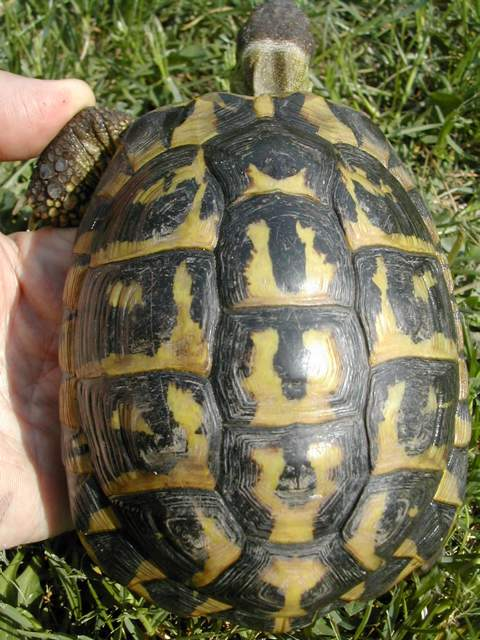
Forme varoise
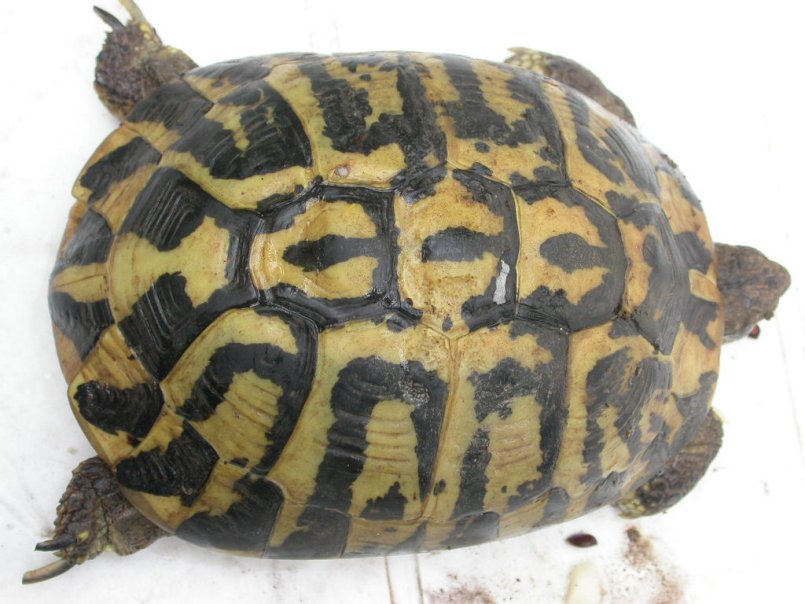
Forme apulienne
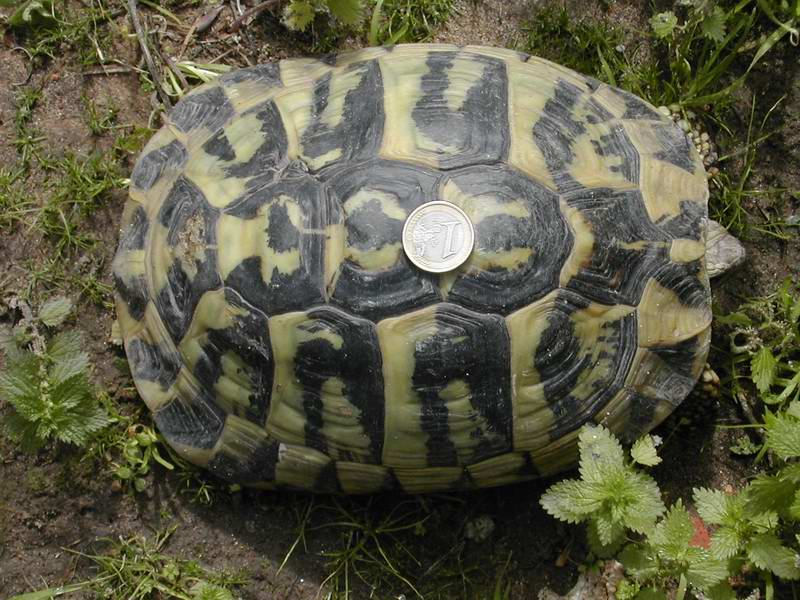
Forme sarde
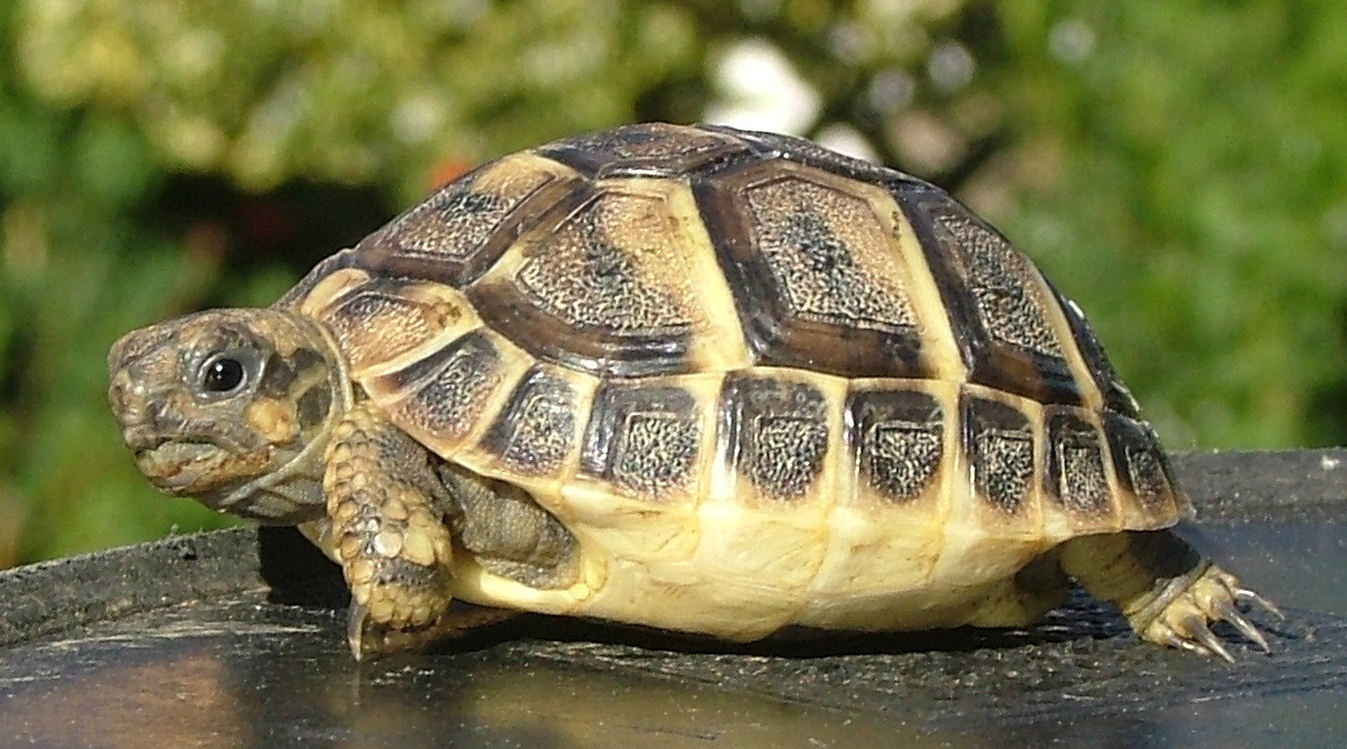
Vue de profil
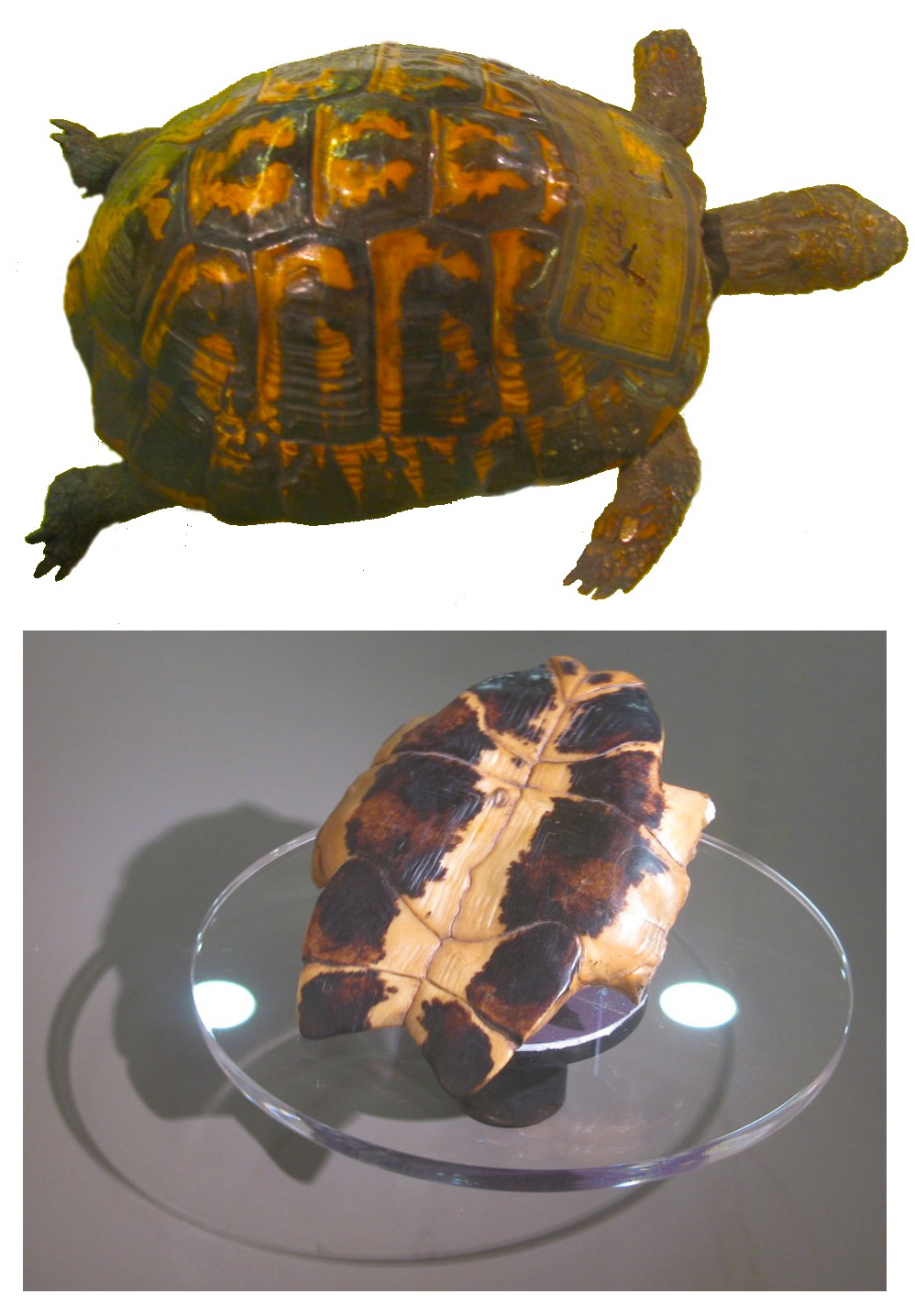
1789 : Holotype de l'espèce

## En captivité

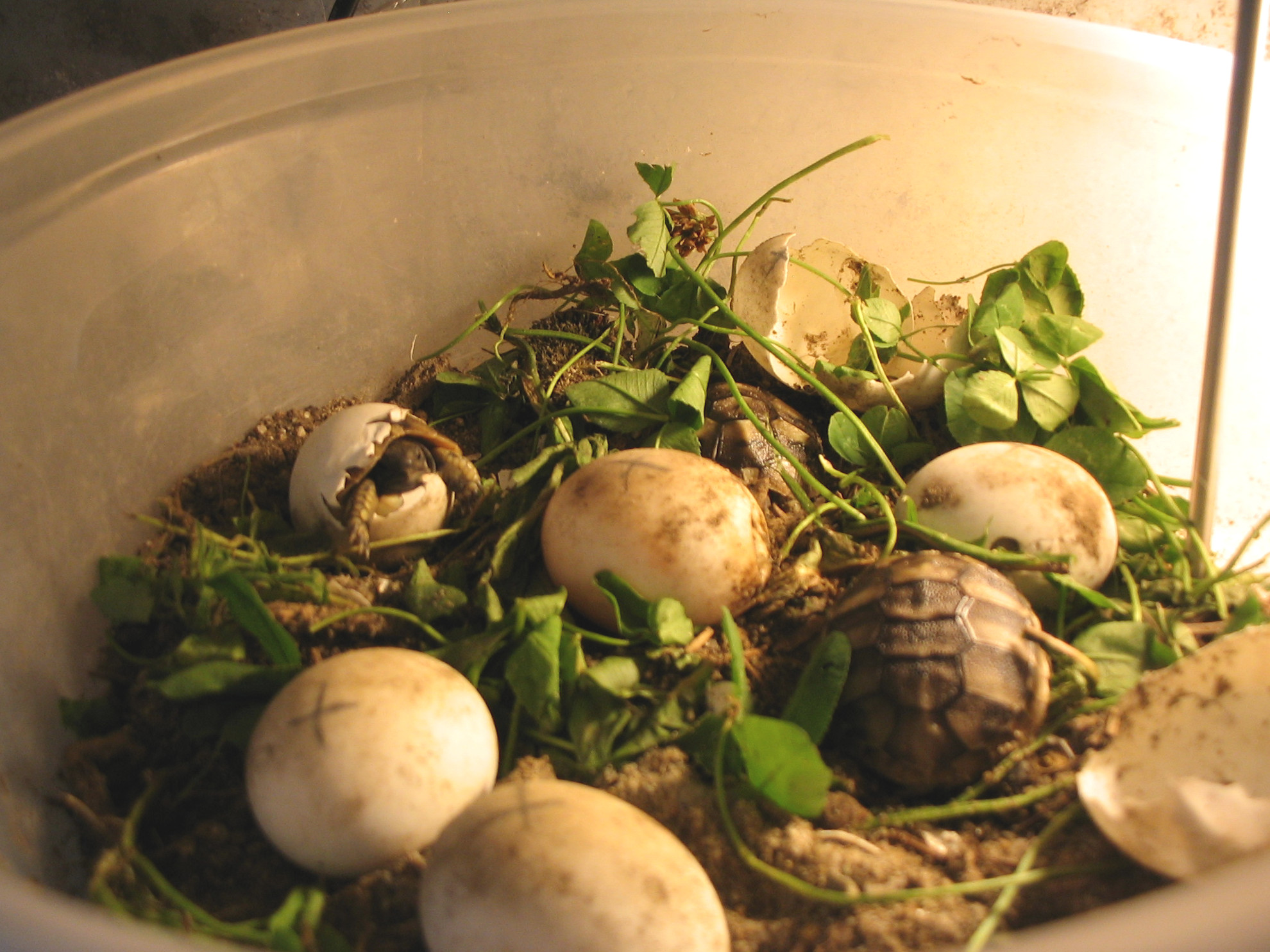
Ponte de Tortue d’Hermann en captivité.

### En France
La détention de cette espèce est autorisée jusqu'à 6 individus adultes en demandant une Autorisation d'Élevage d'Agrément (AEA) à la Direction des services vétérinaires du département de résidence. L'appartenance à une association est vivement souhaitée par le ministère. Au-delà de ce nombre de 6 adultes il est nécessaire d'obtenir un Certificat de Capacité (CDC). La vente est interdite, le don est autorisé (des registres d'Entrées/Sorties sont à tenir à jour et un formulaire de déclaration simple de cession est à fournir avec la tortue pour tracer son itinéraire en cas de cessions successives). Si la tortue a un numéro d'enregistrement CITES il doit être fourni également avec la cession de l'individu comme tous les documents relatifs au passé de la tortue.
La vente d'individus sauvages vivants ou morts est interdite, de même que la vente d'œufs sauvages vivants ou morts. Les individus issus de l'élevage (parents nés en captivité) sont autorisés à la vente sous certaines conditions de régularisation administrative.
Les prélèvements dans la nature sont interdits, de même que les lâchers.
Certains relâchers à titre scientifique (sous contrôle gouvernemental et dans des espaces isolés et surveillés) sont effectués dans le Var en France. Le relâcher sauvage de tortues par des particuliers représente un sérieux problème dans la lutte pour la protection de cette tortue. En effet, les deux sous-espèces Testudo h. hermanni et Testudo h. boettgeri étant souvent mélangées dans les élevages amateurs non encadrés par les associations, les individus issus d’élevages ne peuvent pas, en l'état actuel, être utilisés pour le repeuplement car ils constituent une pollution génétique affectant lourdement la biodiversité. De plus des germes pathologiques peuvent être propagés lors de relâchers dans des zones où sont présents des groupes de tortues n'ayant jamais été mis en présence de ces germes, avec pour conséquence de possibles épidémies décimant les populations naturelles. Ces problèmes surviennent même lors de relâchers scientifiques d'animaux pourtant effectués dans les meilleures conditions et avec de très longues préparations (parfois plusieurs années). Le relâcher des animaux dans la nature par des particuliers, accidentellement ou avec de bonnes intentions, compromet donc de façon très grave la survie des populations sauvages. Il est préférable de donner un individu à une association plutôt que le relâcher.

## Publication originale
- Gmelin, 1789 : Caroli a Linné Systema naturae. 13. éd., Tome 1 Pars 3. G. E. Beer, Lipsiae, p. 1033-1516.

#### Ouvrages
- Bernard Devaux, La tortue d'Hermann (Testudo hermanni) : bilan et avenir, Carnoules, SOPTOM, 200 p.

#### Articles scientifiques
- (en) John C. Avise, Brian W. Bowen, Trip Lamb, Anne B. Meylan et Eldredge Bermingham, « Mitochondrial DNA evolution at a turtle's pace: evidence for low genetic variability and reduced microevolutionary rate in the Testudines », Molecular Biology and Evolution, vol. 9, no 3,‎ 1992, p. 457-473 (lire en ligne [PDF]).
- (en) W. L. Cruce et R. Nieuwenhuys, « The cell masses in the brain stem of the turtle Testudo hermanni; α a topographical and topological analysis », Journal of Comparative Neurology, vol. 156, no 3,‎ 1974, p. 277-306 (résumé).
- (en) France de Lapparent de Broin, Roger Bour, James F. Parham et Jarmo Perälä, « Eurotestudo, a new genus for the species Testudo hermanni », Les Comptes rendus de l'Académie des sciences, vol. 5, no 6,‎ 2006, p. 803-811 (DOI 10.1016/j.crpv.2006.03.002, lire en ligne [PDF]).
- Uwe Fritz, Pavel Kiroký, Hajigholi Kami et Michael Wink, « Environmentally caused dwarfism or a valid species - Is Testudo weissingeri Bour, 1996 a distinct evolutionary lineage? New evidence from mitochondrial and nuclear genomic markers », Molecular Phylogenetics and Evolution, vol. 37, no 2,‎ 2005, p. 389-401 (DOI 10.1016/j.ympev.2005.03.007, lire en ligne [PDF]).
- Uwe Fritz; Markus Auer; Albert Bertolero; Marc Cheylan; Tiziano Fattizzo; Anna K. Hundsdörfer; Marcos Martín Sampayo; Joan L. Pretus; Pavel Široký & Michael Wink, « A rangewide phylogeography of Hermann's tortoise, Testudo hermanni (Reptilia: Testudines: Testudinidae): implications for taxonomy », Zoologica Scripta, vol. 35, no 5,‎ 2006, p. 531-548 (DOI 10.1111/j.1463-6409.2006.00242.x).
- S. Gagno, « Diversité parasitaire intestinale chez la tortue d’Hermann Testudo hermanni (Gmelin, 1789) (Chelonii, Testudinidae) en captivité et dans la nature (Var, France) », Bulletin de la Société Herpétologique de France, vol. 113-114,‎ 2005, p. 5-16.
- G. Guyot, C. Pieau et S. Renous, « Développement embryonnaire d'une tortue terrestre, la tortue d'Hermann, Testudo hermanni Gmelin, 1789. In Annales des sciences naturelles », Zoologie et biologie animale, Inist-CNRS, vol. 15, no 3,‎ 1994, p. 115-137.
- Antoinette C. van der Kuyl, Donato L. Ph. Ballasina et Fokla Zorgdrager, « Mitochondrial haplotype diversity in the tortoise species Testudo graeca from North Africa and the Middle East », BMC journals, vol. 5, no 29,‎ 2005 (DOI 10.1186/1471-2148-5-29).